# 麝香站
麝香站（韓語：사향역）是朝鮮民主主義人民共和國慈江道慈城郡常坪里的一個鐵路車站，属于北部内陆线。

## 历史
- 1988年8月3日，落成使用。

## 邻近车站
北部内陆线
慈城站 - 麝香站 - 贵仁站